# Falih Al-Fayyadh
Falih Faisal Fahad Al-Fayyadh (en árabe: فالح الفياض‎) es un político iraquí, exjefe y asesor del Consejo de Seguridad Nacional de Irak, y actualmente es presidente de las Fuerzas de Movilización Popular desde el 15 de junio de 2014. También fue el fundador del Movimiento Ataa.

## Biografía
Al-Fayyadh nació el 27 de marzo de 1956 en Bagdad, Irak. Recibió su licenciatura en Ingeniería Eléctrica de la Universidad de Mosul en 1977. Es el presidente de las Fuerzas de Movilización Popular y el presidente y fundador del Movimiento Ataa. Hasta julio de 2020, Al-Fayyadh fue asesor de seguridad nacional del primer ministro de Irak.
El 8 de enero de 2021, el Departamento del Tesoro de Estados Unidos sancionó a Al-Fayyadh por "su conexión con graves abusos contra los derechos humanos" y abordó su papel en la represión en las protestas en Irak que comenzó en octubre de 2019. Durante las protestas, las milicias respaldadas por Irán, encabezadas por Al-Fayyadh, utilizaron tiradores para disparar municiones reales, agua caliente y gases lacrimógenos contra los manifestantes antigubernamentales, lo que provocó muchas muertes y heridos. La sanción se basó en la Ley Global Magnitsky y resultó en que Al-Fayyadh fuera incluido en la Lista SDN de la Oficina de Control de Activos Extranjeros.

## Posiciones
- Presidente de las Fuerzas de Movilización Popular (2014-presente).[11][12]
- Jefe y Asesor del Consejo de Seguridad Nacional (Irak).[13]
- Fundador y líder del movimiento Ataa.[14]